# Église en bois de Pavlovac
L'église en bois de Pavlovac (en serbe cyrillique : Црква брвнара у Павловцу ; en serbe latin : Crkva brvnara u Pavlovcu) est une église orthodoxe serbe située à Pavlovac, dans le district de Šumadija et dans la municipalité de Topola en Serbie. Elle est inscrite sur la liste des monuments culturels protégés de la république de Serbie (identifiant no SK 268).

## Présentation

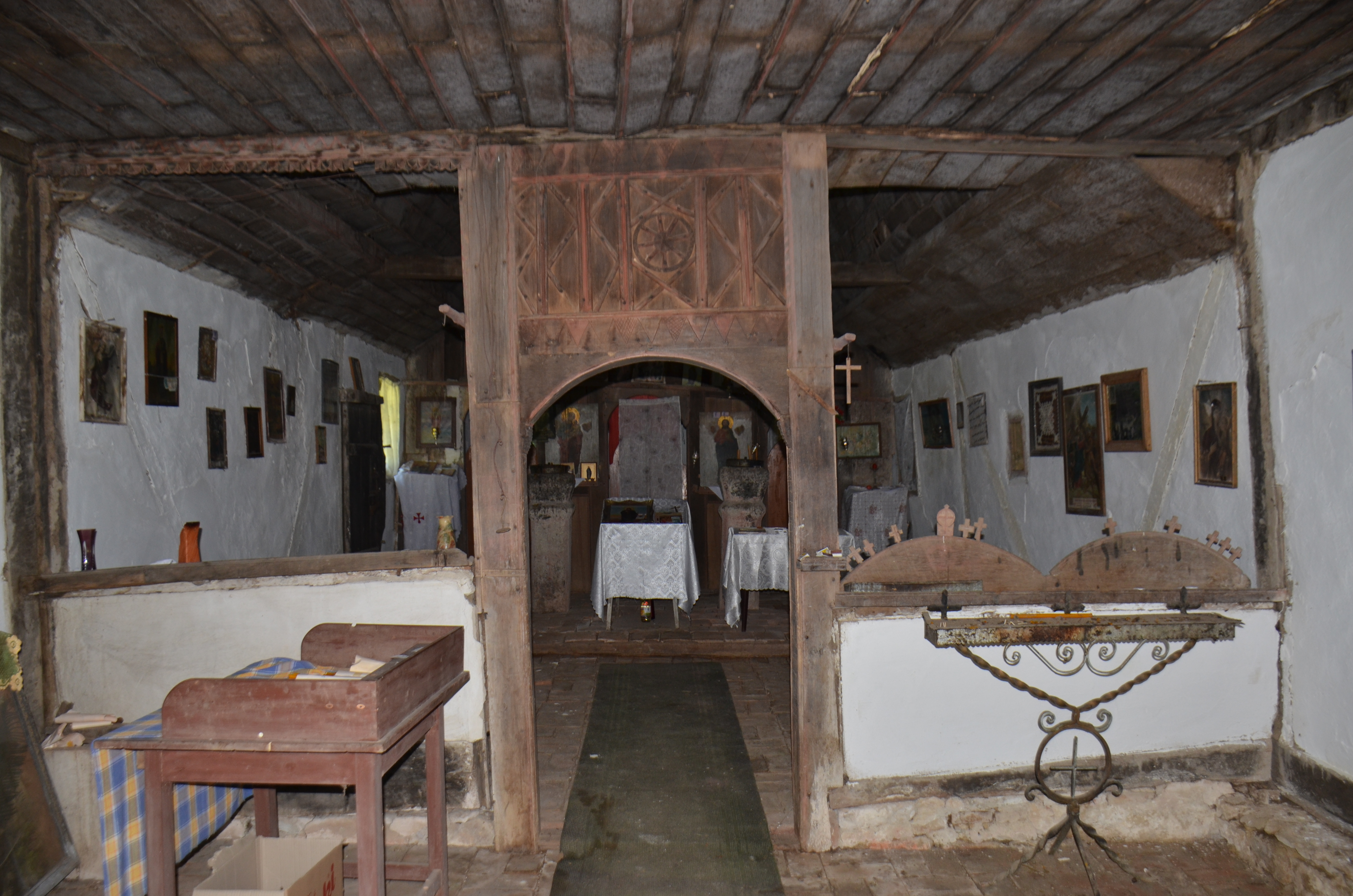
L'intérieur de l'église

L'église a été construite en 1826 et agrandie en 1842, comme en témoigne une inscription située sous le porche de l'édifice.
Elle est constituée d'une nef dotée d'une voûte en berceau, prolongée par une abside polygonale à l'est et précédée par un narthex à l'ouest. Ses murs en bois sont recouverts d'un enduit de boue blanchie à la chaux. Le toit, très pentu, est recouvert de bardeaux. À l'ouest, le portail d'entrée en chêne est richement sculpté.

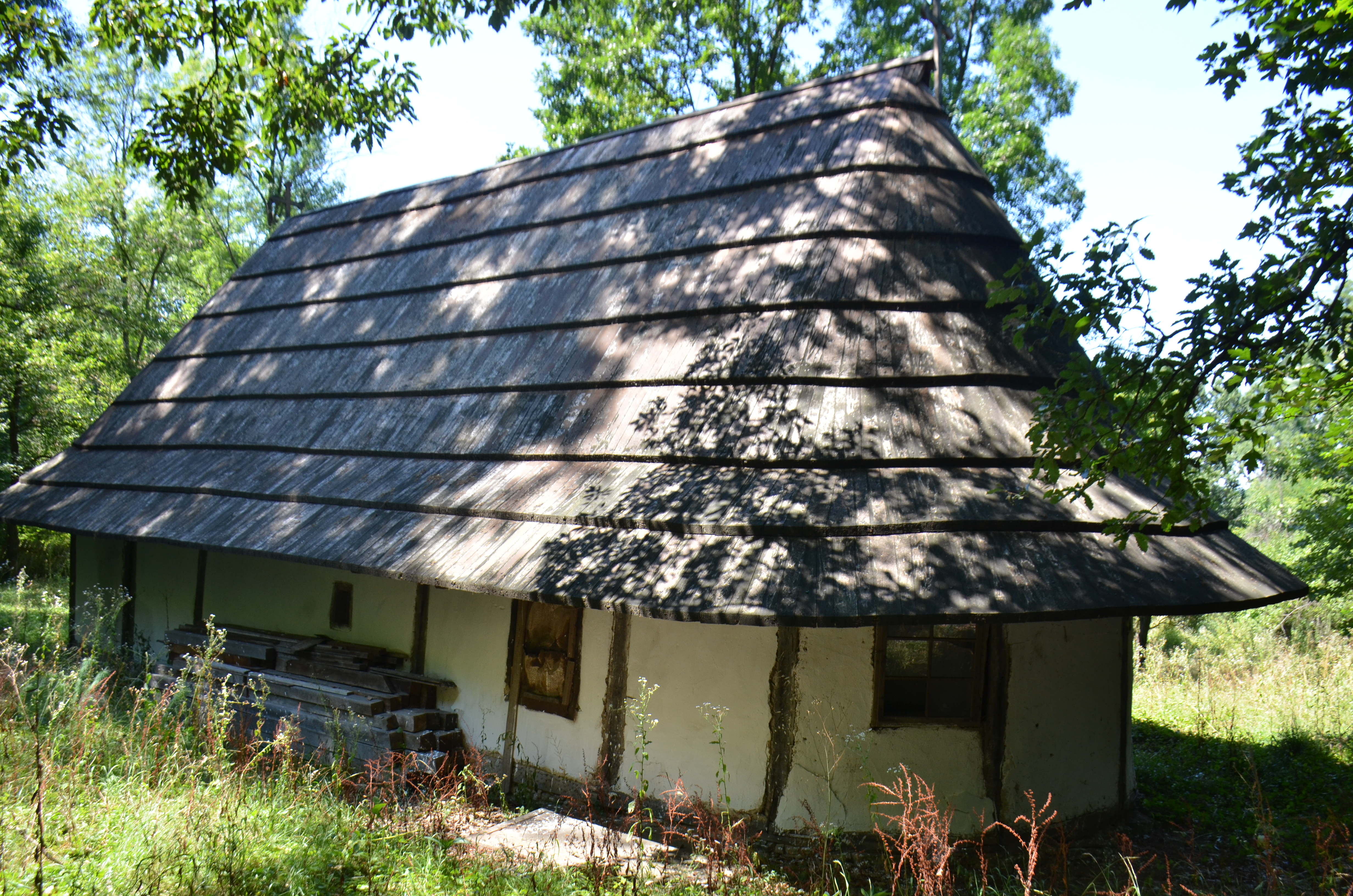
Le chevet de l'église.
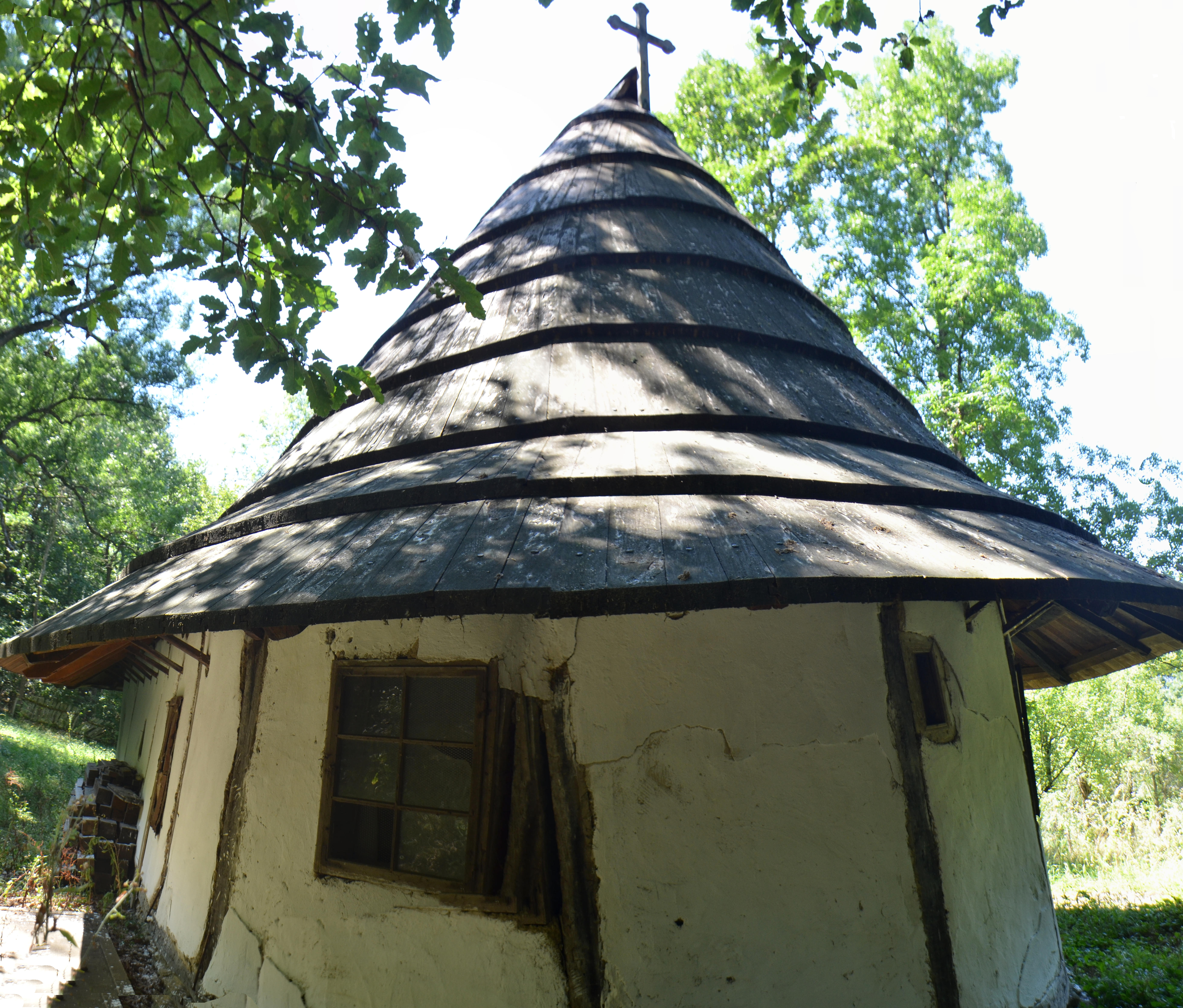
Détail du chevet.
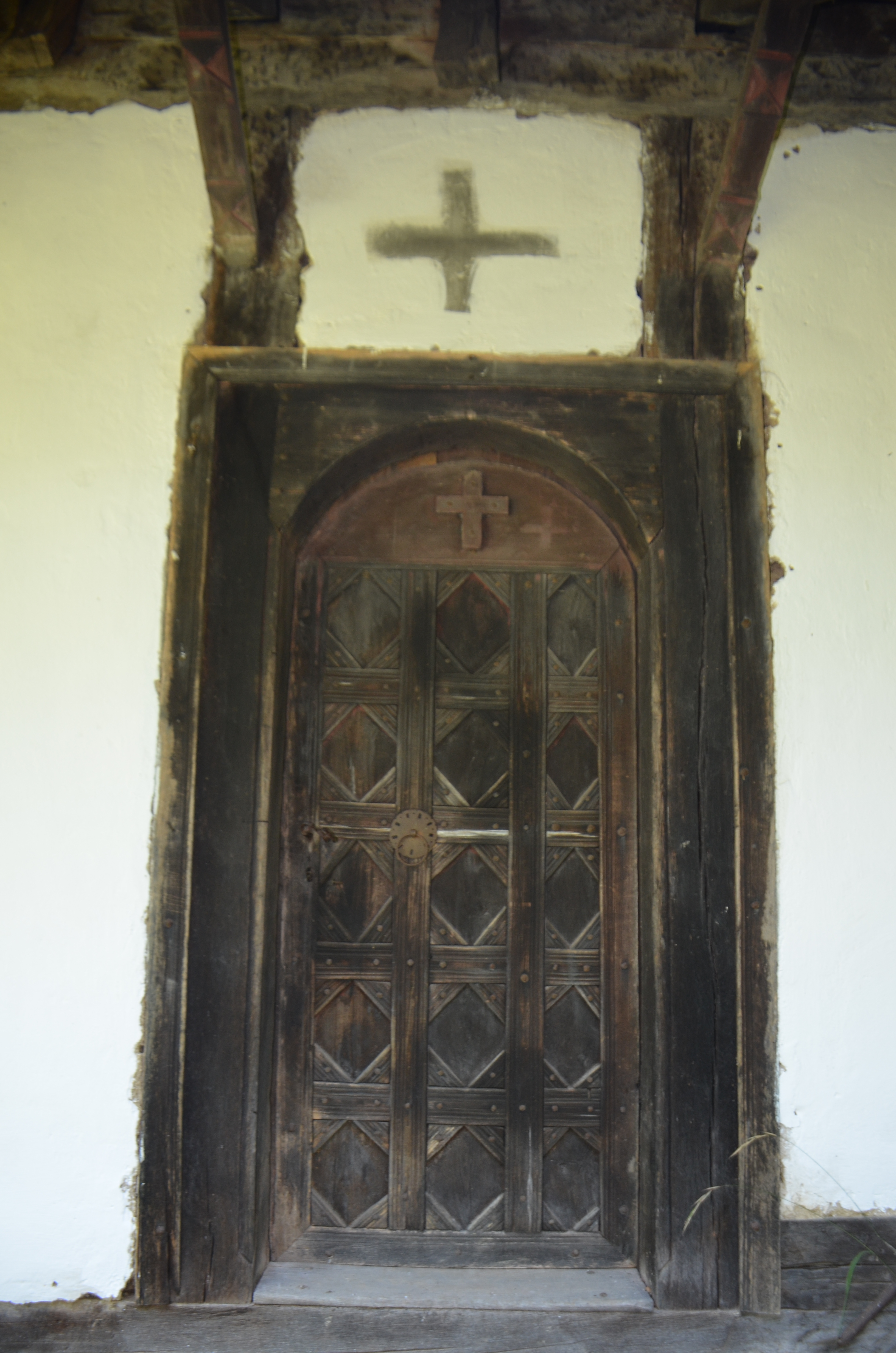
Le portail d'entrée.